# Onychopterocheilus turovi
Onychopterocheilus turovi är en stekelart som först beskrevs av Kostylev 1936.  Onychopterocheilus turovi ingår i släktet Onychopterocheilus och familjen Eumenidae. Inga underarter finns listade i Catalogue of Life.